# Philipp August Friedrich Mühlenpfordt
Philipp August Friedrich Mühlenpfordt (Gotinga, 30 de enero de 1803 - 1891) fue un botánico alemán.
Desde 1819 trabajó en "Hagenmarkt-Apotheke" ( farmacia ) en Braunschweig, después de estudiar medicina y Ciencias de la Universidad de Göttingen. En 1826 obtuvo su doctorado en medicina, posteriormente sirvió como médico general en Göttingen. En 1831 fue nombrado profesor de zoología y botánica por Karl Karmarsch (1803-1879) en la recién creada Höhere Gewerbeschule en Hanover (hoy conocido como la Universidad Leibniz de Hannover ). Allí impartió clases hasta 1868.
Es conocido por sus investigaciones sobre los cactus.

## Algunas publicaciones
- Edward F. Anderson: The Cactus Family. Timber Press, Portland (Oregon) 2001, ISBN 0-88192-498-9, pp. 196
- Karl Karmarsch: Die Polytechnische Schule zu Hannover: Mit drei Blättern Abbildungen des .... Hahnschen Hofbuchhandlung, Hannover 1856, pp. 142
- Königliche Polytechnische Schule (Hannover): Programm der Königlichen Polytechnischen Schule zu Hannover: für das Jahr 1860–1861, Verzeichnis des Lehrpersonals, Zoologie und Botanik. Klindworth´s Hof-Druckerei, Hannover 1860
- Karl Schumann: Gesamtbeschreibung der Kakteen (Monographia cactacearum). J. Neumann, Neudamm 1899, pp. 40 (online)
- Fritz Encke, Günther Buchheim, Siegmund Seybold: Zander Handwörterbuch der Pflanzennamen. 13. Auflage. Eugen Ulmer, Stuttgart 1984, ISBN 3-8001-5042-5, pp. 793

## Eponimia
Especies (más de 20)
- Mammillaria muehlenpfordtii